# Rhynchopsitta
Rhynchopsitta is een geslacht van vogels uit de familie Psittacidae (papegaaien van Afrika en de Nieuwe Wereld).

## Soorten
Het geslacht kent de volgende soorten:
- Rhynchopsitta pachyrhyncha – Araparkiet
- Rhynchopsitta terrisi – Grote araparkiet